# Rodbina Schönborn
Rodbina Schönborn [ˈʃøːnbɔrn] je ime starodavne plemiške in posredovane nekdanje suverene družine nekdanjega Svetega rimskega cesarstva.
Različni člani družine so skozi stoletja opravljali visoke funkcije Rimskokatoliške cerkve in Svetega rimskega cesarstva, med drugim kot škofje, knezoškofje, kardinali in volilni knezi. Poleg tega, da je bilo več družinskih članov izvoljenih za vladarje cerkvenih kneževin — volilne kneževine Mainz, knežje škofije Würzburg, knežje škofije Worms, knežje škofije Speyer, volilne kneževine Trier in knežje škofije Bamberg – je družina imela fevd v Frankovski, ki je imela cesarsko neposrednost kot grofija znotraj Svetega rimskega cesarstva, grofije Schönborn.
Rodbina Schönborn, zlasti njeni vladajoči prelati Rimskokatoliške cerkve, je bila med najpomembnejšimi graditelji južnonemške baročne arhitekture. Družina je dala ime Schönbornzeit (doba Schönbornov) obdobju 1642–1756, ki se ga v ljudski zavesti včasih nostalgično spominja kot obdobje blaginje. Danes izraz Schönbornzeit označuje poseben slog renskega in frankovskega baroka.

## Zgodovina

### Zgodnja zgodovina
Družina Schönborn se je prvič pojavila v regiji Rheingau s H. von Sconenburne leta 1275. Njihov prvotni sedež je bil Schönborn v grofiji Katzenelnbogen. Sekundarni vir iz leta 1670 omenja zgodnejšega Euharija von Schönborna iz sredine 12. stoletja, vendar brez dokumentarnega dokaza. Lev v njihovem grbu morda izvira iz Katzenelnbogen kot tudi od bližnjih grofov Diez, katerih vazali so bili. Do konca 14. stoletja se je družina razdelila na tri veje, od katerih je ena kmalu izumrla. Starejša veja je prebivala v Schönbornu in imela urad Burgmanna v Burgschwalbachu, gradu, ki ga je med letoma 1354 in 1371 zgradil grof Eberhard V. iz Katzenelnbogena. Gilbrecht iz Schönborna je bil tam omenjen leta 1373. Bili so tudi Burgmanni v Hahnstättnu v grofiji Nassau. Več jih je postalo opatov, eden veliki sodni izvršitelj viteškega reda hospitalcev. Mlajša veja je bila vazal v regiji Westerwald, v službi baronije Westerburg, volivne kneževine Trier, Mainz in grofije Wied. V 16. stoletju so številni mlajši sinovi družine postali Domherren (kanoniki), kar je vodilo do izumrtja obeh vej, z izjemo stranske linije mlajše veje, ki je prejela fevda Freienfels (blizu Weinbacha) in Eschbach (blizu Weilmünster).
- Schönborn, Rhein-Lahn
- Burgschwalbach
- Freienfels
- Eschbach

### Pozna zgodovina
Johann Philipp von Schönborn iz Eschbacha, sin manjšega plemiča v službi tedanjih luteranskih grofov Wied, je postal katoliški duhovnik v obubožanih časih tridesetletne vojne. Wurzburški stolni kapitelj ga je sprejel za malega kanonika. Takrat sta družino sestavljala le brat in on. Ta dva sta družino popeljala na moč in slavo ter ustanovila nove veje, ki so postale splošno znane po vsej Evropi. Johann Philipp je postal duhovnik v stolnici v Würzburgu pri 16 letih, leta 1625 je zamenjal stolnico v Mainzu in leta 1630 v stolnico v Wormsu. Postal je prošt in leta 1642 je bil izvoljen za knezoškofa v Würzburgu. Zaradi svojih diplomatskih veščin je postal pomemben posrednik med vestfalskimi mirovnimi pogajanji, ki so leta 1648 končala tridesetletno vojno. Posledično je bil leta 1647 dodatno izvoljen za nadškofa Mainza, torej tudi za vladarja volilne kneževine Mainz in nadkanclerja Mainza Svetega rimskega cesarstva. Leta 1663 je prejel tudi knezoškofovsko mesto Worms. Bil je učinkovit upravnik svojih kneževin in je uspel obnoviti gospodarsko oživitev. Utrdil je mesto Mainz ter ustanovil bolnišnice in srednje šole. Njegov dvor je bil središče nemške politike v povojnem času. Johann Philipp je bil prvi od šestih članov družine Schönborn, ki naj bi v več kot treh generacijah vladali osmim najprestižnejšim cerkvenim kneževinam Svetega rimskega cesarstva.
Svojega brata Philipa Erweina (1607–1668) je imenoval za Vogta v volilni kneževini Mainz, kjer je leta 1650 pridobil gradove Gaibach, leta 1654 Geisenheim in leta 1661 Heusenstamm (kjer je zgradil nov grad). Leta 1635 je poročen z Marijo Ursulo von Greiffenclau-Vollraths, bližnjo sorodnico pokojnega nadškofa in volilnega kneza Mainza Georga Friedricha von Greiffenclaua; zakonca sta imela 12 otrok. Leta 1663 je Philip Erwein postal baron. Družina se je tako osredotočila z regij izvora, ki so postale pretežno protestantske, na katoliške cerkvene kneževine cesarstva.
Sin Philipa Erweina, Lothar Franz von Schönborn, je leta 1693 postal tudi knezoškof v Wurzburgu in leta 1695 volilni nadškof v Mainzu. Njegov brat Melchior (1644–1717) je od princa pridobil fevd Reichelsburg (pri Aubu) od knezoškofa v Wurzburgu leta 1671, ki mu je omogočil dostop do frankovskega kroga cesarskih vitezov.
Leta 1701 se je Melchiorjev sin Rudolf Franz (1677–1754) poročil z Eleonore von Hatzfeld, vdovo grofa von Dernbacha, ki ji je zapustil Herrschaft Wiesentheid v Frankovski, majhni cesarski državici, ki je bila leta 1701 povišana v grofijo. Tako je družina prvič dobila cesarsko neposrednost in odkar grofje Schönborni nosijo predpono slavna visokost. Po prvem možu je podedovala tudi avstrijska fevda Arnfels in Waldenstein na Koroškem. Melchior je nato leta 1710 od grofov Buchheim kupil še nekaj posesti v Avstriji, Göllersdorf z Mühlbergom in Aspersdorf v Spodnji Avstriji. Leta 1717 je bilo njegovo posestvo razdeljeno na deželi Schönborn-Wiesentheid in Schönborn-Heusenstamm, obe pa sta ohranili neposrednost. Heusenstamm je leta 1801 podedoval Schönborn-Wiesentheid. Država Schönborn-Wiesentheid je bila mediatizirana leta 1806.
Leta 1726 je Karel VI., cesar Svetega rimskega cesarstva, volilnemu knezu Lotharju Franzu podelil grad Palanok z Mukachevom, Chynadiyovo in 200 vasmi v Ogrskem kraljestvu (danes del Ukrajine), potem ko mu je ta poslal vojsko, da je premagal Franca II. Rákóczija, čigar last je bil. Posestvo, eno največjih v vzhodni Evropi, je ostalo v družini še dolgo v 20. stoletje.
Leta 1743 so člani družine vladali naslednjim državam, vsem suverenim knezoškofijam v Svetem rimskem cesarstvu: Bamberg, Würzburg, Konstanz, Speyer, Worms in Trier, medtem ko so nadškofijo in volilno telo Mainza (in s tem nadkanclerstvo Nemčije), položaj, ki sta ga malo pred tem zasedla dva Schönborna) je zasedal bližnji sorodnik, Johann Friedrich Karl von Ostein. Pod njihovim nadzorom niso bili samo pomembni deli južne Nemčije, temveč tudi precej bogate regije. Schönborni niso bili omejeni na vladanje teh ozemelj. Skozi več generacij so sledili enemu najbolj ambicioznih gradbenih programov 18. stoletja, vključno s cerkvami, samostani, cerkvenimi rezidencami, šolami in bolnišnicami. Ponovno sta se v 19. in 20./21. stoletju dva Schönborna povzpela v nadškofa in kardinala. Glede na to, da je družina začela pod skromnimi pogoji pri Johannu Philippu v začetku 17. stoletja, je bil ta uspeh posledica pobožnosti, zvestobe katoliški cerkvi in njenemu najmočnejšemu zagovorniku v Evropi, Habsburžanom, ambicioznosti, delavnosti, organizacijskih sposobnosti, grandioznost v načrtovanju, solidne finance, ugodne poroke in na splošno železna volja pri uresničevanju svojih ciljev skozi stoletja. Rodbini Schönborn, sprva precej obubožanim vitezom, je tako uspelo preseči številne močnejše starejše dinastije in pustil ogromno kulturno dediščino.
Konec 18. stoletja so trije bratje, ki so bili pravnuki Rudolfa Franza (1677–1754), ustanovili tri ohranjene veje rodbine:
- Franz Philipp (1768–1841) je ustanovil avstrijsko podružnico Schönborn-Buchheim, ki ima do danes posesti Göllersdorf in Weyerburg ter palačo Schönborn-Batthyány na Dunaju;
- Franz Erwein (1776–1840) je ustanovil frankovsko vejo (na Bavarskem) Schönborn-Wiesentheid, ki ima do danes v lasti gradove Wiesentheid, Pommersfelden, Gaibach, Geisenheim in vinska posestva Hallburg pri Volkachu in Hattenheimu, prej pa tudi posestna Češkem; in
- Friedrich (1781–1849) je ustanovil češko vejo Schönborn, ki je prebivala v Schönbornovi palači (Praga), danes veleposlaništvo ZDA, in do leta 1945 na gradu Skalka na Češkem.

## Vladarji Schönbornov

### Gospodje Schönbornovi (1385–1663)
- Gerard (1385–1416)
- Gerard (1416–1460)
- Jochan II. (1460–1490)
- Jochan IV. (1490–1529)
- George II. (1529–1560)
- Philipp (1560–1589)
- George IV. (1589–1613)
- Philipp Erwein (1613–1668), od 1663 baron

### Baroni Schönborn (1663–1701)
- Philipp Erwein (1663–1668)
- Jochan Erwein (1668–1705), od 1701 grof, skupaj z:

### Grofje Schönborn (1701–1717)
- Jochan Erwein (1701–1705)
- Melhior Friderik (1705–1717)

 Razdeljen med linijama Heusenstamm in Wiesentheid

### Po nemški mediatizaciji
- Hugo, grof 1772–1817 (1739–1817)
  - Franc Philipp, grof Schönborn-Buchheim (1768–1841)
    -  Linija Schönborn-Buchheim

  - Franz Erwein, grof Schönborn-Wiesentheid (1776–1840)
    -  Linija Schönborn-Wiesentheid

  -  Friderik, grof 1817–1849 (1781–1849) češka linija
    -   Erwein , grof 1849–1881 (1812–1881) 
      - Karl, grof 1881–1908 (1840–1908)
        - Jochan, grof 1908–1912 (1864–1912)
          - Karl Jochan, grof 1912–1952 (1890–1952)
            -  Hugo-Damjan, grof 1952–1979 (1916–1979)
              -  Philipp , grof 1979–danes (rojen 1943)
              - grof Christoph, nadškof Dunaja in kardinal (rojen 1945)
              -  grof Mihael (born 1954)

          -  grof Heinrich (1910–1991)
            -  grof Alexander (born 1938)
              -  grof Damian (born 1987)

        -  grof Zdenko (1879–1960)
          -  grof Zdenko (1917–1993) – moški dediči obstajajo

      -  Franziskus von Paula Graf von Schönborn (1844–1899) je bil češki rimskokatoliški škof v Čeških Budejovicah in kasneje praški nadškof in kardinal.

## Grofje Schönborn-Buchheim
- Francis George Schönborn-Buchheim (1682–1756)

### Po nemški mediatizaciji
- Franc, 1. grof 1817–1841 (1768–1841)
  - Erwein, 2nd Count 1841–1844 (1791–1864) – leta 1844 odstopil pravice svojemu bratu
  -  Karl, 3. grof 1844–1854 (1803–1854)
    -  Erwein, 4. grof 1854–1903 (1842–1903)
      -  Friedrich Karl, 5. grof 1903–1932 (1869–1932)
        -  Georg 6. grof 1932–1989 (1906–1989) 
          -  Friedrich Karl, 7. grof 1989–danes (rojen 1938) ∞ Isabelle d'Orleansska, princesa Francije
            - Damian, Dedni grof Schönborn-Buchheim (rojen 1965)
            - grof Vinzenz (rojen 1966)
              - grof Philipp (rojen 2003)
              - grof Clemens (rojen 2005)
              -  grof Alexander (rojen 2010)

            -  grof Melchior (rojen 1977)
              -  grof Theodor (rojen 2015)

## Grofje Schönborn-Heusenstamm (1717–1801)
Schönborn-Heusenstamm je bila nemška deželica, ki ji je vladala družina Schönborn in je bila na jugu sodobnega Hessna v Nemčiji. Schönborn-Heusenstamm je bil del Schönborna in ga je leta 1801 podedoval Schönborn-Wiesentheid..
- Anselm Francis (1717–1726)
- Anselm Posthumous (1726–1801)

## Grofje Schönborn-Wiesentheid (1717–1806)
Schönborn-Wiesentheid je bilo okrožje v Spodnji Frankovski, severozahodni regiji sodobne Bavarske v Nemčiji, ki je obsegalo različna izolirana okrožja od reke Regnitz do reke Majne vzhodno od Würzburga. Schönborn-Wiesentheid je bil del Schönborna in je nasledil drugo linijo Schönborn-Heusenstamm leta 1801. Schönborn-Wiesentheid je bil leta 1806 posredovan Bavarski.
- Rudolph Francis Erwin (1717–1754)
- Joseph Francis Bonaventura (1754–1772)
- Damian Hugo Erwin (1772–1806)

### Po nemši mediatizaciji
- Franz, 1. grof 18..-1840 (1776–1840)
  - Hugo, 2. grof 1840–1865 (1805–1865)
  -  Klemens, 3. grof 1865–1877 (1810–1877)
    -  Arthur, 4. grof 1877–1915 (1846–1915)
      -  Erwein, 5. grof 1915–1942 (1877–1942)
        -  Karl, 6. grof 1942–1998 (1916–1998)
          - Filipp, 7. grof 1998–2004 (born 1954) – odpovedal naslovu leta 2004
          -  Paul, 8. grof 1998–danes (rojen 1964)
            - Franz, dedni grof Schönborn-Wiesentheid (rojen 1990)
            - grof Alexander (rojen 1991)
            - grof Johannes (rojen 1991)
            - grof Georg (rojen 1995)
            -  grof Michael (rojen 1997)

## Prelati rodbine
Ta družina šteje več prelatov Rimskokatoliške cerkve:
- Johann Philipp von Schönborn (1605–1673), volilni knez in nadškof Mainza, škof Würzburga in Wormsa. Sodobniki so mu podelili častne nazive »Modri«, »Nemški Salomon« in »Katon Nemčije«.
- Lothar Franz von Schönborn, nečak zgoraj omenjenih, je bil volilni knez in nadškof v Mainzu (1695–1729) ter škof v Bambergu (1693).
- Damian Hugo Philipp von Schönborn, princ-škof v Speyerju (1719–1743) in Konstanzu (1740), bil je tudi kardinal. Veliko je naredil za škofijo Speyer, bil je opazen po svoji kulturi, učenosti in pobožnosti.
- Franz Georg von Schönborn, volilni knez in nadškof v Trierju (1729–1756) in škof v Wormsu (1732). Kot odličnega vladarja sta ga hvalila tako Friderik II. Veliki kot Marija Terezija.
- Johann Philipp Franz von Schönborn, würzburški škof (1719–1724).
- Friedrich Karl von Schönborn (3. marec 1674 – 26. julij 1746) je bil bamberški in würzburški škof (1729–1746). Rodil se je v Mainzu. Večino časa je preživel na cesarskem dvoru na Dunaju, kjer je bil od leta 1705 do 1734 podkancler Svetega rimskega cesarstva. Zadnji trije prelati so bili bratje in nečaki Lotharja Franza.
- Franziskus von Paula Graf von Schönborn. (24. januar 1844 – 6. junij 1899). Rojen v Pragi, je leta 1885 postal praški nadškof, leta 1889 pa je bil imenovan za kardinala.
- Christoph kardinal Schönborn (r. 1945) je sedanji dunajski nadškof.

- Johann Philipp von Schönborn (1605–1673), volilni knez in nadškof Mainza, škof Würzburga in Wormsa
- Lothar Franz von Schönborn (1655–1729), volilni knez in nadškof Mainza (1695–1729) in škof Bamberga (1693)
- Johann Philipp Franz von Schönborn (1673–1724), würzburški škof (1719–1724)
- Friedrich Karl von Schönborn (1674–1746), škof Bamberga in Würzburga (1729–1746), podkancler Svetega rimskega cesarstva
- Kardinal Damian Hugo Philipp von Schönborn, princ-škof Speyerja (1719–1743) in Konstanca (1740)
- Franz Georg von Schönborn, volilni knez in nadškof v Trierju (1729–1756) in škof v Wormsu (1732), knez-prošt v Ellwangenu
- Kardinal Franziskus von Paula Graf von Schönborn (1844–1899), praški nadškof (1885)
- Christoph kardinal Schönborn (rojen 1945), dunajski nadškof

## Baročna arhitektura
Rodbina Schönborn, zlasti njeni vladajoči prelati Rimskokatoliške cerkve, je bila med najpomembnejšimi graditelji južnonemške baročne arhitekture. Medtem ko so bila zasebna posestva, ki so bila večinoma še danes v lasti družine, skromnejša, včasih tudi starejšega izvora, so bile cerkve, samostani, cerkvene rezidence in bolnišnice, ki so jih zgradili škofje Schönborni, neizmerne veličine in sijaja. Financiranje le-teh je bilo mogoče le s cvetočimi gospodarstvi, ki so jih škofje Schönborni po svojih najboljših močeh ohranjali in krepili. Njihov slavni dvorni arhitekt Balthasar Neumann je bil odgovoren za številne od teh stavb, drugi so bili Johann Dientzenhofer, Maximilian von Welsch in Johann Lukas von Hildebrandt. Družina je dala ime Schönbornzeit (doba Schönbornov) obdobju (1642–1756), ki se ga ljudska zavest včasih nostalgično spominja kot obdobja blaginje. Danes izraz Schönbornzeit označuje poseben slog renskega in frankovskega baroka.
Cerkvene rezidence so bile v lasti cerkve in v njih so še naprej bivali zaporedni škofje, medtem ko so zasebne posesti ostale v družinski dediščini. Večinoma so jih pridobili vladajoči bratje prelati. Od velikih škofovskih palač je samo dvorec Weissenstein v Pommersfeldnu še naprej v zasebni lasti družine, saj je bila zgrajena od leta 1711 z začetnim zneskom 100.000 guldnov, ki jih je Lotharju Francu osebno podelil Karel VI. v nagrado za njegove usluge in njegovo stalno politično podporo. Vsebuje največjo zasebno zbirko baročne umetnosti v Nemčiji.

### Zasebne rezidence
- Grad Schönborn, Rhein-Lahn (zgrajen okoli leta 1100)
- Grad Burgschwalbach (fevd grofije Katzenelnbogen, ki so ga v srednjem veku upravljali gospodje Schönborni)
- Grad Freienfels pri Weinbachu, 1466–1687 v lasti družine
- Dvorec Gaibach (blizu Volkacha), od leta 1650 do danes v lasti grofov Schönborn-Wiesentheid
- Dvorec Geisenheim, od leta 1652 do danes v lasti grofov Schönborn-Wiesentheid
- Dvorec Heusenstamm (zgrajen od leta 1661)
- Schönborner Hof v Mainzu (zgrajen od leta 1668)
- Schönborner Hof v Aschaffenburgu (zgrajen od leta 1673)
- Dvorec Wiesentheid, od leta 1701 do danes v lasti grofov Schönborn-Wiesentheid in je služil kot njihova zasebna rezidenca

- Dvorec Weißenstein v Pommersfeldnu (zgrajen od 1711–18 za Lotharja Franza von Schönborna), še vedno v lasti grofov Schönborn-Wiesentheid. Dvorec, ki je odprt za javnost, vsebuje največjo zasebno zbirko baročne umetnosti v Nemčiji, in več kot 600 slik. Zastopani baročni in renesančni umetniki so Peter Paul Rubens, Albrecht Dürer, Tizian, Rembrandt, Anthonis van Dyck in Artemisia Gentileschi.[2] Hrani tudi zbirko glasbenih rokopisov in tiskov iz 17.–19. stoletja, »Glasbeno zbirko grofov Schönborn-Wiesentheid«, ki jo je večinoma pridobil grof Rudolf Franz Erwein von Schönborn ( 1677–1754), nadarjen amaterski violončelist, ki je naročil izvirne skladbe za violončelo različnim skladateljem, med drugim Platti in Vivaldi. To se imenuje »starejši repertoar« in je sestavljen iz 147 natisov in 497 sporočil.[3] Njegova vsebina je navedena z RISM. »Mlajši repertoar« sta pridobila vnuka violončelista oz. pravnuk, Hugo Damjan Ervin (1738–1817) in Franz Ervin von Schönborn (1774–1840). Sestavljena je iz 141 odtisov in 98 ms. Celotna knjižnica je mikrofilmana[4][5]

- posest Göllersdorf, Avstrija (od leta 1710 v lasti grofov Schönborn-Buchheim)
- Grad Weyerburg, Avstrija (od leta 1714 v lasti grofov Schönborn-Buchheim)
- Palača Schönborn-Batthyány, Dunaj (od leta 1740 v lasti grofov Schönborn-Buchheim)
- Palača Schönborn, Laudongasse, Dunaj
- Schönbornova palača (Praga), ki jo je leta 1919 prodala podružnica Bohemian, od takrat veleposlaništvo Združenih držav
- Grad Skalka pri Vlastislavu (Okrožje Litoměřice), Češka, v lasti češke veje do razlastitve s strani komunistov leta 1946 (kraj rojstva kardinala Kristofa Schönborna)
- Grad Chynadiyovo, Ukrajina

- Dvorec Gaibach
- Dvorec Geisenheim
- Schönborner Hof (Mainz)
- Schönborner Hof (Aschaffenburg)
- Dvorec Hallburg
- Dvorec Göllersdorf, Avstrija
- Dvorec Weyerburg, Avstrija
- Palača Schönborn-Batthyány, Dunaj
- Schönbornova palača (Praga)
- Grad Skalka, Češka

### Cerkve
Med vladavino škofov Schönbornov je bilo zgrajenih več kot 100 cerkva, mnoge od njih je zgradil njihov slavni dvorni arhitekt Balthasar Neumann, med njimi:
- Dvorna kapela Würzburške rezidence
- Bazilika Štirinajstih svetih pomočnikov
- Dvorna kapela Meersburškega dvorca
- Romarska cerkev Svete Trojice v Gößweinsteinu
- St Mauritius (Wiesentheid)
- Sveta Cecilija (Heusenstamm)
- Bazilika sv. Pavlina, Trier
- St Laurence pri Dirmsteinu
- Sv. Peter v Bruchsalu
- Opatija Prüm, nove stavbe iz leta 1748

- Dvorna kapela Würzburške rezidence
- Bazilika Štirinajstih svetih pomočnikov
- Bazilika Štirinajstih svetih pomočnikov
- Dvorna kapela v Meersburgu
- Cerkev Svete Trojice v Gößweinsteinu
- St. Mavricij, Wiesentheid
- Sveta Cecilija, Heusenstamm
- Sv. Pavel v Trierju
- Sv. Pavel v Trierju
- Sveti Lovrenc, Dirmstein
- Sveti Mihael, Hofheim
- Sv. Peter v Bruchsalu
- Bolnišnica sv. Roka, Mainz
- Samostan Prüm
- Würzburška stolnica s sosednjo Schönbornovo grobno kapelo

### Cerkvene in uradne rezidence
- Trdnjava Mainz in Citadela Mainz (zgrajena med 1655 in 1675 za Johanna Filipa)
- Nova rezidenca v Bambergu (zgrajena od leta 1697 za Lotarja Franza)
- Najljubša palača v Mainzu (zgrajena od leta 1700 za Lotarja Franza)
- Urad zveznega kanclerja (Avstrija), zgrajen 1717–1719 za podkanclerja Friedricha Karla von Schönborn
- Blauer Hof Laxenburg (1710–1720 za Friedricha Karla)
- Würzburška rezidenca (zgrajena od leta 1719 za Johanna Filipa Franza von Schönborna, dokončana pod vodstvom Friedricha Karla)
- Grad Bruchsal (zgrajena od leta 1720 za Damiana Huga)
- Cesarski kanclerski del Hofburga na Dunaju (1723–30 pod podkanclerjem Friedrichom Karlom von Schönbornom)
- Dvorec Werneck (zgrajen od leta 1733 za Friedricha Karla)
- Dvorec Philippsburg (stavba dikasterija), Koblenz (1738–1749 za Franza Georga)
- Meersburški dvorec, dokončanje palače (od 1740 za Damiana Huga)
- Dvorec Schönbornslust v Koblenz-Kesselheimu (1748–1752 za Franza Georga)

## Galerija
- Nova rezidenca škofov v Bambergu, zgrajena 1697-1703 za Lotharja Franza von Schönborna
- Najljubša palača v Mainzu, zgrajena 1700-1722 za Lotharja Franza
- Dvorec Weissenstein pri Pommersfeldnu, zgrajen 1711-1718 za Lotharja Franza, do danes zasebna rezidenca grofov Schönborn-Wiesentheid
- Würzburška rezidenca, zgrajena 1719-1744 za Johanna Filipa Franza von Schönborna in Friedricha Karla von Schönborna
- Palača Bruchsal, zgrajena od leta 1720 za Damiana Huga Philippa von Schönborna
- Palača Werneck, zgrajena 1733-1745 za Friedricha Karla von Schönborna
- Palača Philippsburg v Koblenzu, zgrajena 1738-1749 za Franza Georga von Schönborna